# Roland Gustbée
Tord Roland Gustbée, född 9 november 1958 i Skarpnäcks församling i Stockholms stad, är en svensk politiker (moderat), som var riksdagsledamot (tjänstgörande ersättare för Johan Hultberg) 12 september 2016–26 februari 2017 för Kronobergs läns valkrets.
I riksdagen var han extra suppleant i miljö- och jordbruksutskottet.